# Automóvil silueta
Un automóvil silueta es un automóvil de carreras cuya apariencia externa simula la de un automóvil de calle, pero cuyo chasis y motor difieren completamente del de este. Las tres divisiones mayores de la NASCAR, el Deutsche Tourenwagen Masters, el Top Race, el Stock Car Brasil y el V8 Supercars se disputan actualmente con automóviles silueta. Dado que los reglamentos Grupo B y Grupo 5 exigían un bajo número de unidades homologadas, muchos de esos automóviles también eran siluetas.
La principal ventaja de usar automóviles silueta en lugar de automóviles de calle preparados es que permite evitar limitaciones técnicas del automóvil original, como por ejemplo un chasis demasiado débil o un compartimiento del motor demasiado pequeño para que quepa un motor más potente. También permite el uso de configuraciones de motor y tracción distintas. Por ejemplo, el Ford Mondeo del Top Race es tracción trasera, cuando el modelo de calle es tracción delantera o a las cuatro ruedas.
La falta de restricciones técnicas también permite métodos de fabricación más baratos que reformar el modelo de calle, tales como chasis tubulares y paneles de carrocería de plástico o fibra de vidrio. Al conservar la apariencia original del modelo, genera un vínculo más fuerte con los espectadores que un automóvil con apariencia genérica.